# Ísafjördur
Ísafjördur ou Ísafjörður (em islandês  PRONÚNCIA; literalmente ”fiorde de gelo”) é uma cidade e município do noroeste da Islândia.
É conhecida por ser a principal cidade dos Fiordes Ocidentais (Vestfirðir) e é famosa pelo seu centro histórico, com edifícios antigos de madeira e atividades, assim como por proporcionar caminhadas, passeios de caiaque e observação de aves nas suas imediações.                                                                                                                                   Deve seu nome ao fiorde homónimo, o mesmo que deu o nome à ilha.

Localiza-se em uma península de areia, ou eyri, no fiorde Skutulsfjörður, que reúne as águas do fiorde Isafjarðardjúp.                                                                                                     Está conectada por via rodoviária a Bolungarvík, que fica 15 km ao noroeste, e à pequena cidade de Súðavík, ao leste, assim como a Reiquiavique durante todo o ano. Também tem um aeroporto com vôos regulares para Reykjavík.

A comuna tem uma população de 3 800 habitantes e uma área de 2 379 km2, incluindo Hnífsdalur, Flateyri, Suðureyri  e Þingeyri.                                                                                                          A cidade é a sede do município, e conta com uma população de 2 679 habitantes, sendo assim a maior localidade da península de Vestfirðir.

## Património
A cidade dispõe de um património turístico e cultural, onde pode ser destacado:

- Museu da Herança Marítima dos Fiordes Ocidentais (islandês: Byggðasafn Vestfjarða; museu alojado na casa da torre, Turnhús, mostrando a história local desde a colonização no século XVI)

## Pessoas famosas de Ísafjörður
- Ólafur Ragnar Grímsson, Presidente da República da Islândia (1996-2016)
- Agnes M. Sigurðardóttir, primeira bispa da Igreja da Islândia (2012-2024)

## Galeria

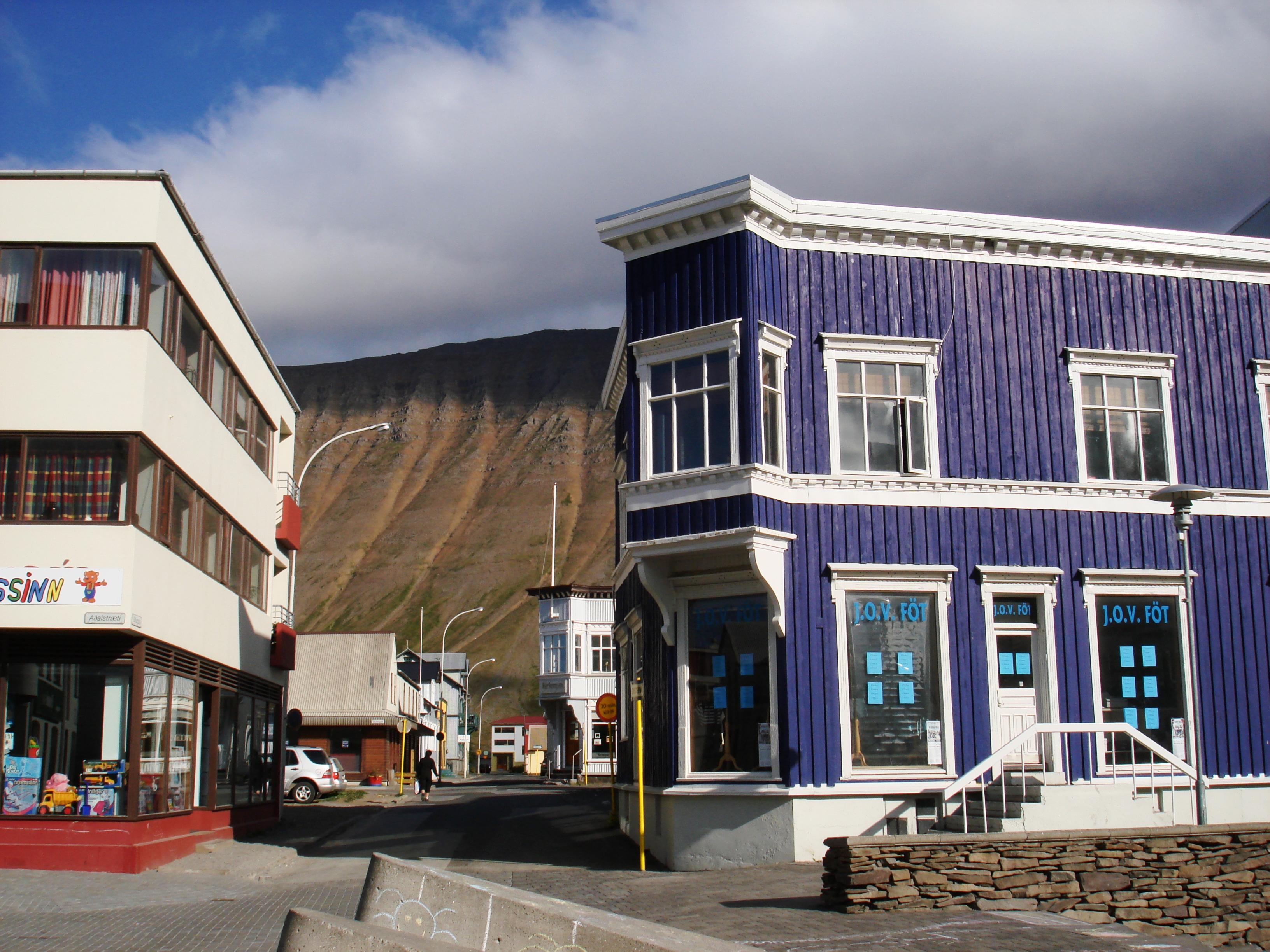
O centro da cidade
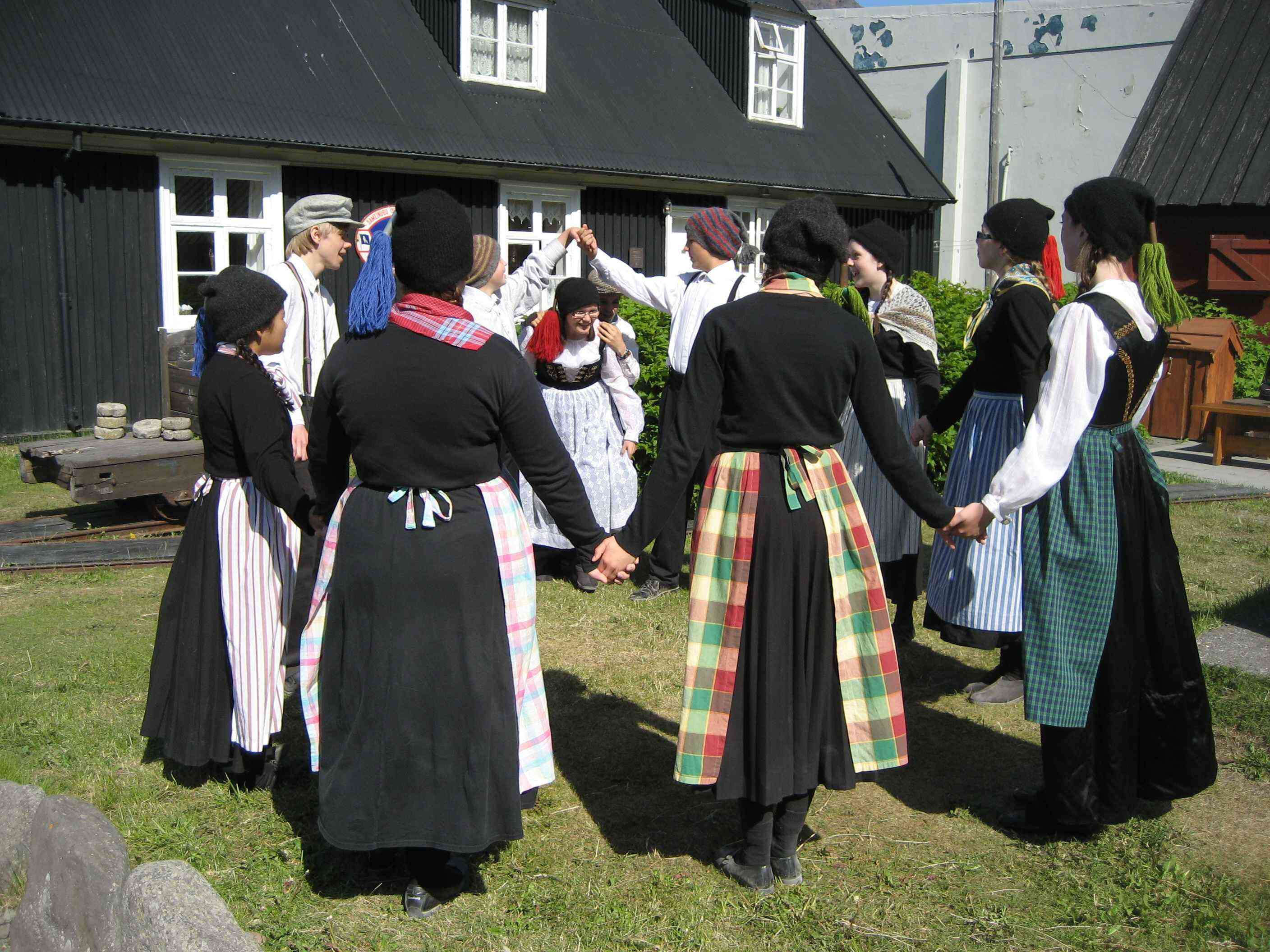
Dança folclórica
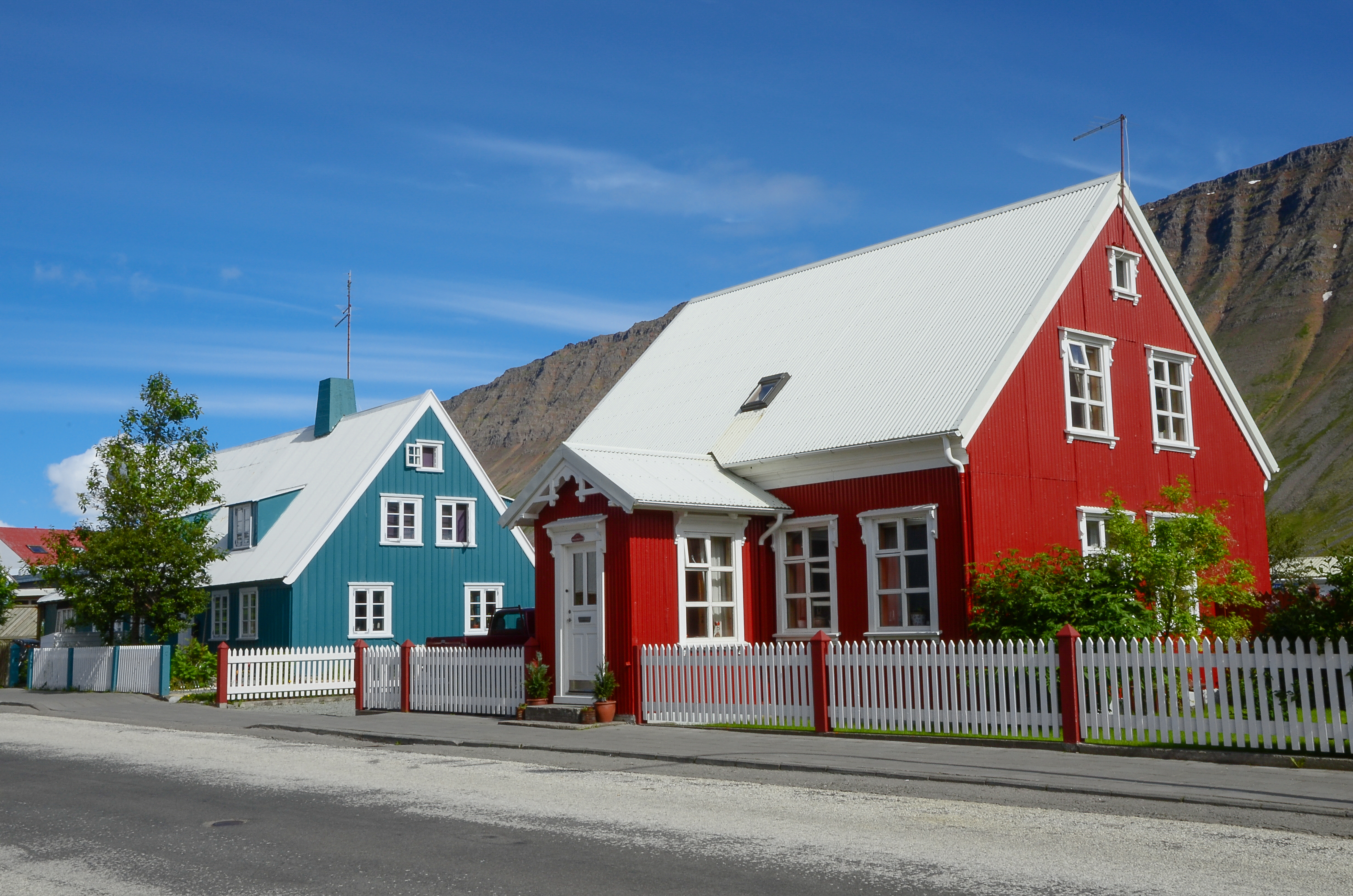
Casas coloridas da cidade
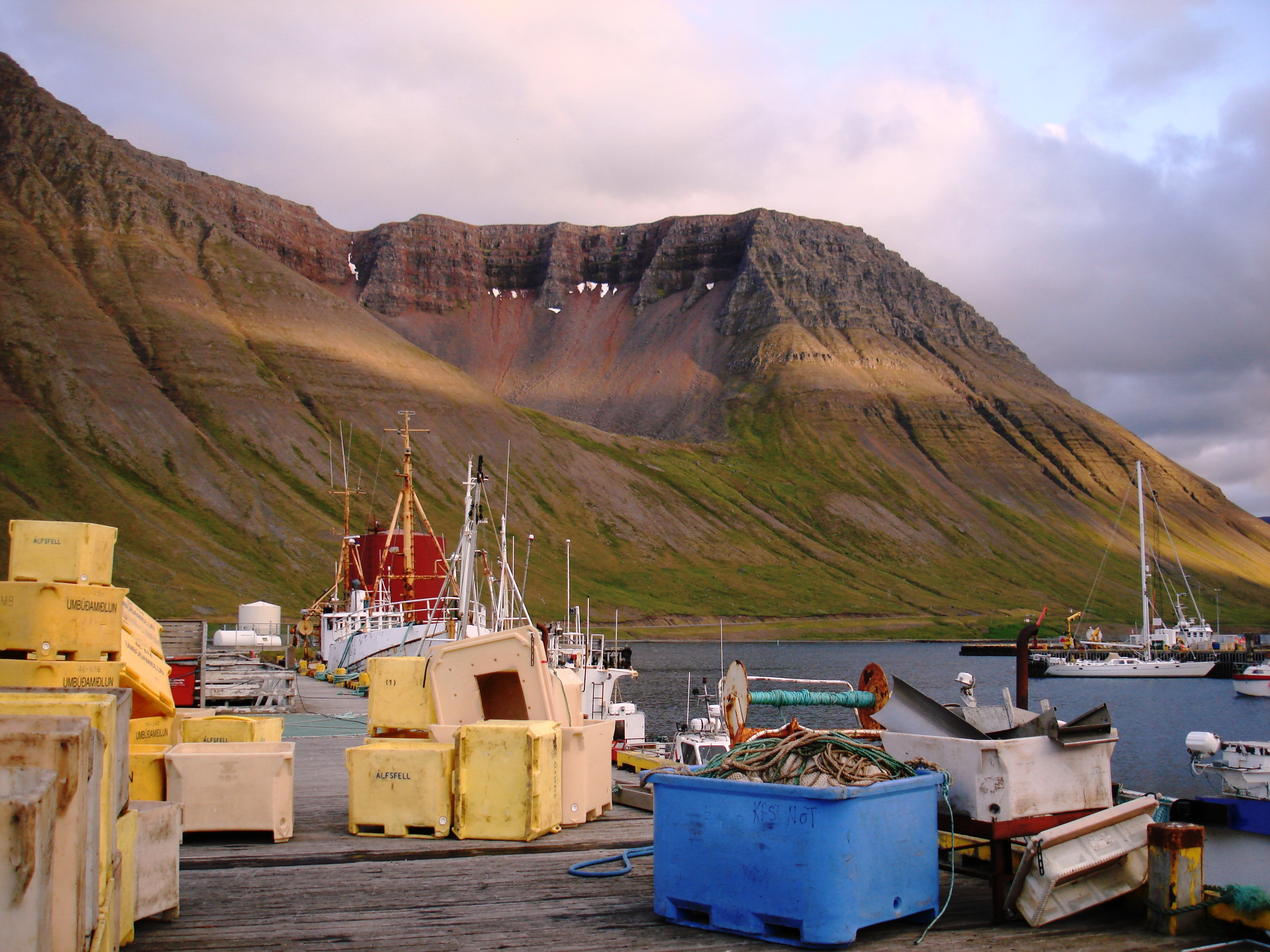
O porto